# Erik Wennberg
Erik Wennberg, född 28 mars 1910 i Trelleborg, död 6 december 1981, var en svensk medeldistanslöpare. Han tävlade för IFK Trelleborg och Malmö AI. 
Wennberg vann SM på 800 meter 1934 och 1935. Han deltog vid EM 1934 och blev där femma på 800 meter. Vi de olympiska spelen i Berlin 1936 blev han utslagen i försöken på 800 meter.